# مقاطعة كولز (إلينوي)
مقاطعة كولز (بالإنجليزية: Coles County)‏ هي إحدى المقاطعات في ولاية إلينوي في الولايات المتحدة الأمريكية.

## أعلام
- توماس لينكولن
- سارة بوش لينكولن